# Lycosoides coarctata
Lycosoides coarctata là một loài nhện trong họ Agelenidae.
Loài này thuộc chi Lycosoides. Lycosoides coarctata được Jean-Marie Léon Dufour miêu tả năm 1831.